# Scopula syriacaria
Scopula syriacaria là một loài bướm đêm trong họ Geometridae.